# 이성림 (고려)
이성림(李成林, ? ~ 1388년)은 고려의 고위 문신(文臣)이다. 본관은 경주(慶州)이다. 검교첨의정승 임해군 이진(李瑱)의 증손이다. 문하시중을 지낸 계림부원군 이제현(李齊賢)이 작은할아버지이다. 또한 염흥방(廉興邦)의 이부형(異父兄)이다. 삼사좌사(三司左使)를 지낸 이존성(李存性)과 예문춘추관태학사(藝文春秋館太學士)를 지낸 한상질(韓尙質)이 사위이다. 1387년 8월 문하시중격인 좌시중에 임명되었으나, 1388년 우시중으로 있던 중 염흥방의 무리로 몰려 감옥에 갇혀 죽임을 당했다.